# Scala (club)
La Scala est une discothèque et une salle de concert sur Pentonville Road à Londres, au Royaume-Uni, près de la gare de King's Cross.

## Histoire
La Scala devait à l'origine être un cinéma, mais la construction est interrompue par la Première Guerre mondiale et les locaux servent pour la fabrication de pièces d'avions, puis d'agence à l'emploi pour les soldats revenant du front. Le King's Cross Cinema ouvre 1920. Durant soixante-dix ans, le cinéma change de propriétaire, de nom et par conséquent d'activité.
En 1972, la Scala accueille pour la première fois un concert, l'unique spectacle donné par Iggy & The Stooges au Royaume-Uni avant l'enregistrement de Raw Power. Plusieurs photographies prises ce soir-là figurent dans la pochette de l'album.
Le bâtiment change de lieu en 1981 pour s'installer à l'actuelle adresse et s'appeler Scala Film Club (en référence à la Scala House sur Tottenham Street). Toutefois, à la sortie d'Orange mécanique, la Scala le diffuse avant qu'il ne soit interdit au Royaume-Uni par la Warner Brothers sur demande de Stanley Kubrick. En conséquence, le cinéma est au bord de la faillite et ferme ses portes en 1993, puis rouvre en 1999 après rénovations.
La Scala a depuis accueilli de nombreux artistes de tout genre : Epica, The Libertines, Deftones, Outlandish, Coldplay, Foo Fighters, The Killers, Moby, HIM, Wheatus, Adam and the Ants, Sheryl Crow, Sara Bareilles, Gavin DeGraw, Ray LaMontagne, Super Furry Animals, The Chemical Brothers, Avril Lavigne, Enslaved, Gorgoroth, Lacuna Coil, Maroon 5, The Script, Melanie C.